# Перетятко Юрій Григорович
Перетятко Юрій Григорович (* 22 листопада 1960, Львів) — український творчий та громадський діяч.

## Біографія
Навчався у середній школі № 28 м. Львова (з поглибленим вивченням німецької мови і музичним ухилом). 
Здобув неповну вищу освіту у Політехнічному інституті (механіко-технологічний факультет).
Закінчив Львівський державний інститут прикладного і декоративного мистецтва (1988).
Засновник, автор і учасник рок-груп «Рокіровка» (1984), «КооП» (1985), «Воля»(1988), «Мед»(1997).
Співзасновник і президент першого в Україні рок-клубу (1986–1988) і Асоціації рок-музикантів (1988–1989).
Автор і ведучий першої позацензурної музичної програми на Львівському радіо — «Музична толока» (1989–1990).
Дипломант першого музичного фестивалю «Червона Рута» у складі рок-групи «Воля» (1989).
Співзасновник і редактор першого у Львові приватного журналу «Ф.І.Р.А.» (фантастика, інформація, розвага, авангард), на сторінках якого отримали змогу дебютувати багато представників творчої неформальної молоді (1991–1995).     
Засновник і директор видавництво «ФІРА-Люкс» (1995-2005), яке займалося виготовленням книжкової та журнальної продукції, зокрема щотижневика "Топ-кур'єр", багатьох поетичних збірок, науково-дослідницької літератури, а також «Енциклопедії курйозів» та «Книги рекордів України» (1997).
Головний редактор всеукраїнської газети "Сота Свободи" (2006-2009).
Автор понад сотні газетних публікацій, член Національної спілки журналістів України.
Учасник всеукраїнської художньої виставки до Дня незалежності (серпень 2014, Київ) та міжнародних виставок "Осінній салон" (листопад 2014 та 2015, Львів).
Лауреат першої літературної премії імені Ірини Вільде за книжку "Апостоли узбіччя" (2023).

## Творчість

### Літературна творчість
- Перетятко Ю. В тенетах маразму (уривки) // Чортополох. — 1989. — № 1 (самвидав, Львів).

- Перетятко Ю. Семеніада (уривки) // Кафедра. — 1989. — № 9 (самвидав, Львів).

- Перетятко Ю. Семеніада (уривки) // Вітрила. — Київ: Молодь, 1989.

- Перетятко Ю. Лісова казка // Сучасність. — 1991. — № 6.

- Перетятко Ю. Львівський рок 1962–1992. — Львів: ФІРА-Люкс, 1995.

- Перетятко Ю. Львівський рок 1962–2002. — Львів: ФІРА-люкс, 2002.

- Перетятко Ю. Спогади про… (уривки) // Кораловий жмуток казусів. — Львів: Піраміда, 2005.

- Перетятко Ю. Львівський рок: півстоліття боротьби. — Львів: Лібра-ВР, 2007.

- Перетятко Ю. Роздуми про… (уривки) // Українці і влада. — Львів: Лібра-ВР, 2007.

- Перетятко Ю. Ода Оріям. — Львів: Тріада плюс, 2011.

- Перетятко Ю. Про хіппі в рок-клубі // Хіппі у Львові. — Львів: Тріада плюс, 2011.

- Перетятко Ю. Ода Оріям / 2-ге видання, доповнене. — Тернопіль: Навчальна книга — Богдан, 2011.

- Перетятко Ю. В тенетах маразму. — Львів: Тріада плюс, 2012.
- Перетятко Ю. Апостоли узбіччя. — Львів: Сполом, 2022.

### Пісенна творчість
- «Дискотівка», «Підлітковий блюз», «Тягар буття» (на сл. Ліни Костенко), «Філософське реггей», (група «Рокіровка») — 1984–1985.

- «Карусель», «Пішак» (група «КооП») — перший львівський рок-фестиваль 1987 р.

- «До світанку», «В небі», «Рвійний» (група «Воля») — диплом фестивалю «Червона Рута — 89».

- «5 істот», «Востаннє», «Дракон», «Стіна», «Тавро» — демо-запис для студії 1989 р.

- «Сон», «Пташеня», «Вогонь» (муз. разом з О.Мороко), «Дайте світла», «Сага про кохання» (група «Мед») — диплом фестивалю «Тарас Бульба — 2002».

- Лауреатство обласного відбору «Червона Рута — 2003».

- Участь в збірнику «Львівський рок» (ГалРекордс, 2002).